# NGC 4558
NGC 4558 is een spiraalvormig sterrenstelsel in het sterrenbeeld Hoofdhaar. Het hemelobject werd op 19 april 1827 ontdekt door de Engelse astronoom John Herschel.

## Synoniemen
- MCG 5-30-28
- ZWG 159.23
- PGC 42019
- PGC 41995